# Cyrtodactylus sharkari
Cyrtodactylus sharkari es una especie de gecos de la familia Gekkonidae.

## Distribución geográfica yhábitat
Es endémica de las selvas de una zona kárstica del noreste de la Malasia Peninsular. Su rango altitudinal oscila alrededor de 257 m s. n. m..